# Pla de Bages

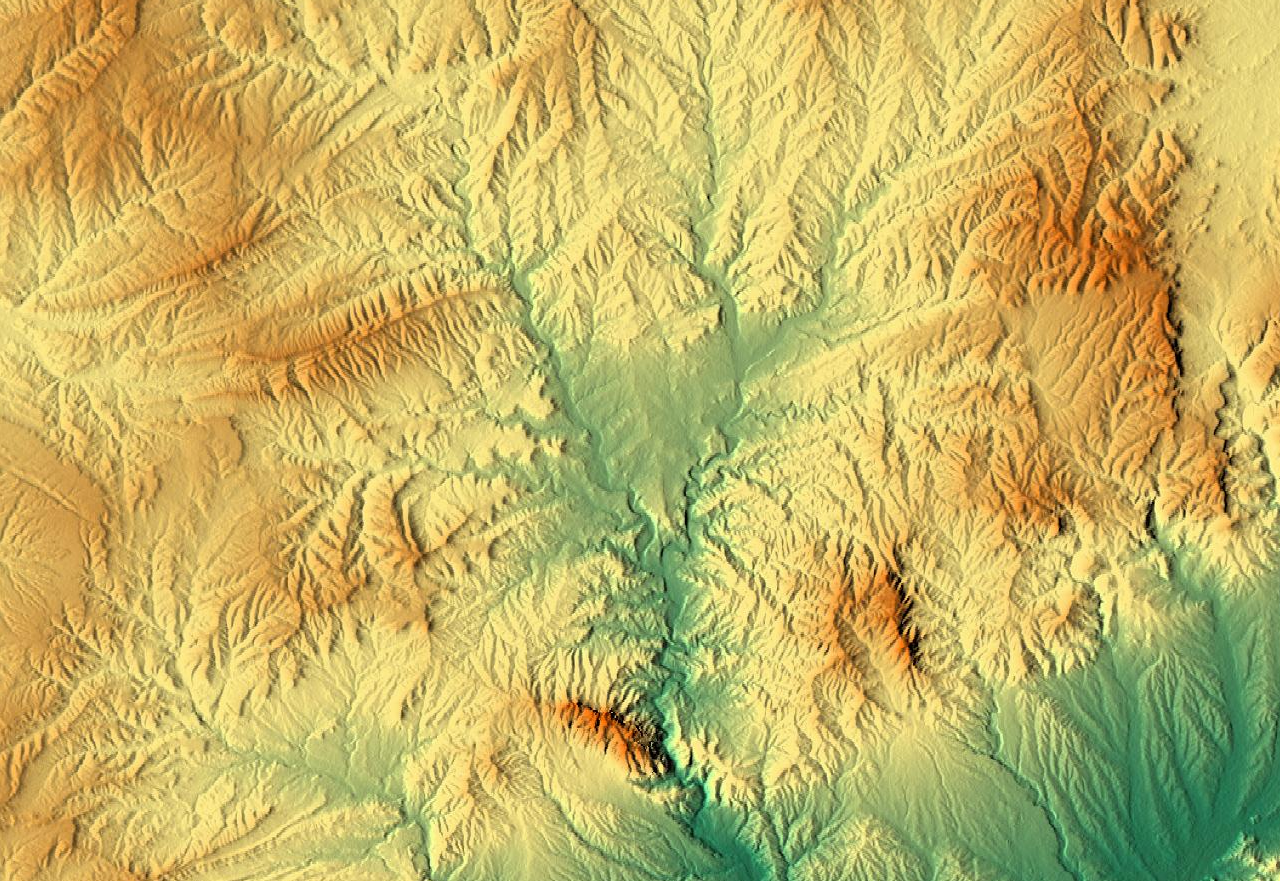
Mapa topogràfic del pla de Bages, al centre, de color verd. A la imatge s'hi aprecia: el massís de la muntanya de Montserrat, al sud; el massís de Sant Llorenç del Munt i la serra de l'Obac, al sud-est; l'altiplà del Moianès, a l'est; les valls de la riera Gavarresa, el riu Llobregat i el riu Cardener, al nord; la serra de Castelltallat, al nord-oest, i la serra de Palomes, al sud-oest.

El pla de Bages és una plana de la Catalunya central que conforma el nucli de la comarca del Bages, vorejada en els seus extrems per terres més altes com ara les serres de Castelltallat a l'oest, Montserrat al sud, Sant Llorenç del Munt al sud-est i l'altiplà del Moianès a l'est, entre d'altres. És una conca d'erosió formada pel Llobregat i els seus afluents, dels quals destaca el Cardener. La localitat principal n'és la ciutat de Manresa.
Aquest terme geogràfic ha donat nom a una de les denominacions d'origen vinícoles catalanes, la Denominació d'Origen Pla de Bages, creada el 1995.